# ARHGEF12
ARHGEF12‏ (Rho guanine nucleotide exchange factor 12) هوَ بروتين يُشَفر بواسطة جين ARHGEF12 في الإنسان.